# Gibuti (romanzo)
Gibuti (Djibouti) è un romanzo noir dello scrittore statunitense Elmore Leonard pubblicato nel 2010. 

## Trama
Dana Barr è una documentarista che, dopo aver vinto importanti premi per le sue opere incentrate sugli stupri di guerra in Bosnia, sul razzismo dei suprematisti bianchi e sull'uragano Katrina, decide di girare un nuovo documentario sulla pirateria somala nel Corno d'Africa. Arrivata a Gibuti ad attenderla in aeroporto c'è il settantaduenne di colore Xavier LeBo, il suo cameraman che, con lunga esperienza come marittimo in Africa le farà anche da factotum e accompagnatore.
Le attenzioni di Dana si concentrano su Idris Mohammed, il carismatico e ricco pirata somalo che ben volentieri accetta di essere ripreso della regista e che le organizza un'intervista a bordo della metaniera Aphrodite sequestrata dai pirati e ormeggiata nel loro porto in Somalia. Nelle acque africane Dana fa la conoscenza del milionario del texano Billy Wynn che sta girando il mondo a bordo del suo yacht a vela Pegaso in compagnia della modella Helene. Il rapporto dei pirati con Dana, inizialmente rilassato e collaborativo, inizia a guastarsi dopo l'intervento armato statunitense contro i dirottatori della Maersk Alabama. Dana e Xavier e poi Billy e Helene subiscono un tentativo di sequestro delle loro imbarcazioni da parte di una banda di pirati; grazie alla loro decisa e pronta reazione i tentativi falliscono e successivamente la mediazione di Idris riporta alla normalità il rapporto tra loro e le bande di pirati.
Durante una festa organizzata da Idris in Somalia, Dana incontra due membri dell'equipaggio dell'Aphrodite, situazione questa che la donna trova strana. Grazie a una telecamera nascosta la documentarista riprende i due uomini e riesce ad identificarli con l'aiuto di Billy, che ha molte conoscenze tra gli esperti nel terrorismo internazionale. I due marinai, che nel frattempo sono stati fatti sparire dai pirati, risultano essere due terroristi di Al-Qaeda, Jama Raisuli e Quasim al Salam. Sui due pende una ricca taglia e Idris aiutato dal faccendiere Harry organizza il loro trasporto all'ambasciata statunitense di Gibuti per riscuotere la ricompensa prevista dal Rewards for Justice Program. Su Quasim pende una taglia di cinque milioni di dollari ma il nome di Jama Raisuli, in realtà uno pseudonimo preso in prestito dal protagonista del film Il vento e il leone non è riconducibile a nessun atto terroristico e quindi la sua taglia esigua. I pirati tentano quindi di estorcere a Quasim e allo stesso Jama il segreto sul suo vero nome per poter meglio contrattare la ricompensa per la loro consegna agli Stati Uniti. Durante la prigionia Jama fugge uccidendo i sequestratori e Quasim e iniziando poi ad eliminare tutti coloro i quali conoscevano il suo vero nome, tra cui una giovane prostituta eritrea.
Dana capisce che dietro alla presenza dei due terroristi sull'Aphrodite si nascondeva l'intenzione di Al-Qaeda di far esplodere la metaniera in prossimità di un porto statunitense, progetto terroristico interrotto dal sequestro della nave da parte dei pirati. La regista decide quindi di rivedere le sue intenzioni e di cambiare in corso d'opera il soggetto del documentario, concentrandosi sul progetto terroristico invece che sulla storia della pirateria somala.
Il riscatto dell'Aphrodite viene pagato dalla compagnia armatrice e la metaniera riprende la navigazione. Jama, statunitense anch'egli, il cui vero nome è James Russell, decide di far esplodere la nave con un telecomando collegato a carìche esplosive già posizionate a bordo, mentre Dana, sul Pegaso di Billy, insegue la nave per documentare la possibile esplosione. Dal canto suo Billy è intenzionato a far deflagrare la metaniera al largo di Gibuti, prima che essa si avvicini troppo ai porti statunitensi, sventando coì il progetto terroristico di Al-Quada. Jama, braccato dalla CIA e da Buck Bethards, un mercenario ex Navy SEAL ingaggiato da Billy, vede esplodere l'Aphrodite, colpita inavvertitamente da Helene con un fucile da elefanti e, dopo essersi liberato degli inseguitori uccidendoli, fa perdere le sue tracce.
Mesi dopo Jama, che aveva avuto modo di conoscere Dana, attratto dalla donna, la rintraccia a New Orleans e le si introduce in casa; la donna però non è sola, è con Xavier con il quale ha una relazione. Xavier ha una colluttazione con Jama e lo uccide.

## Personaggi
Dana BarrAffermata documentarista. Dopo aver vinto importanti premi per le sue opere incentrate sugli stupri di guerra in Bosnia, sui suprematisti bianchi e sull'uragano Katrina, decide di occuparsi della pirateria in Somalia, recandosi a Gibuti.
Xavier LeBoSettantaduenne di colore. Originario di New Orleans, ha conosciuto Dana mentre lei stava girando il documentario sull'uragano Katrina, assistendola come cameraman. La sua lunga esperienza come marittimo in Africa si rivelerà utilissima nel Corno d'Africa.
Idris MohammedCarismatico e ricco pirata somalo, protagonista del documentario girato da Dara.
Ari "Harry" Ahamed Sheikh BakarSaudita con madre inglese, ufficialmente incaricato dall'Organizzazione Marittima Internazionale di indagare sulla pirateria nel Golfo di Aden, in realtà un avventuriero e trafficante di armi.
Billy WynnCinquantenne, milionario del Texas, sta girando il mondo a bordo del suo yacht a vela, il Pegaso, in compagnia della modella Helene.
HeleneRisoluta e intelligente modella trentaquattrenna, conosciuta da Billy a Parigi. I due stanno facendo il giro del mondo in barca e durante il viaggio Billy dovrà decidere se sposarla o meno.
Jama RaisuliUn terrorista di Al-Qaeda di nazionalità statunitense il cui vero nome, James Russell, è da lui mantenuto segreto.
Quasim al SalamIl terrorista di Al-Qaeda che ha arruolato Jama, convincendolo a diventare jihadista. Verrà ucciso dallo stesso Jama per cancellare tutte le tracce del suo passato.
Buck BethardsEx Navy SEAL e poi mercenario, quarantunenne, informatore e collaboratore di Bily Whynn. Verrà ucciso da Jama Raisuli.

## Edizioni
- (EN) Elmore Leonard, Djibouti, 1ª ed., New York, William Morrow, 2010, ISBN 978-0061735172.
- Elmore Leonard, Gibuti, traduzione di Luca Conti, Stile libero Noir, Torino, Einaudi, 2012, ISBN 978-8806208745.